# Croton schultesii
Espèce
Croton schultesii est une espèce de plantes à fleurs du genre Croton et de la famille des Euphorbiaceae, présente au Brésil (Minas Gerais, Bahia).
Il a pour synonymes :
- Oxydectes schultesii, (Müll.Arg.) Kuntze